# 尖沙咀（廣東道）巴士總站
尖沙咀（廣東道）巴士總站（英文：Tsim Sha Tsui (Canton Road) Bus Terminus）是香港一個路邊車站，位於尖沙咀廣東道彩星集團大廈，港威大廈和太子酒店的對面，現時只有單向路線271P以此站為落客站。

## 總站路線資料

### 九龍巴士271P線
- 九龍坑 → 尖沙咀（廣東道）

2008年12月8日配合九龍巴士70線停辦而開辦本線，週一至六早上繁忙時間服務，不設回程。

## 途經路線資料

### 九龍巴士271、271B、271X線
271
- 大埔（富亨） ↔ 佐敦（西九龍站）

1992年6月1日投入服務，當時只於平日繁忙時間服務，本路線並非在當年的路線發展計劃中，而是因應運輸署配合舒緩彌敦道沿線地鐵擠迫，而建議開辦的早晨特快線之一。2018年9月16日，此線油尖旺區總站遷往西九龍站巴士總站，原有之此總站則改為往大埔方向的中途站。
271B
- 大埔（富亨） ↔ 佐敦（西九龍站）

為271的輔助路線，逢星期一至五繁忙時間由佐敦（西九龍站）往大埔（富亨），途經香港科學園及白石角。
271X
- 佐敦（西九龍站） → 大埔（富亨）

為271的輔助路線，逢星期一至五黃昏繁忙時間單向由佐敦（西九龍站）往大埔（富亨），途經青沙公路。

### 九龍區專線小巴3號線
- 大角咀（大同新邨） ↔ 尖沙咀（亞士厘道）

### 九龍區專線小巴77M線
- 九龍站 ↺ 尖東站

### 九龍區專線小巴78線
- 維港灣 ↔ 尖沙咀（北京道）

### 九龍區專線小巴78A線
- 維港灣 → 尖沙咀（北京道）

## 外部連結
- 九巴網站